# Російська визвольна армія
Росі́йська Визво́льна А́рмія (рос. Русская освободительная армия — РОА) — антирадянське військове з'єднання, яке воювало під час Другої світової війни на боці Німеччини та проти Радянського Союзу. РОА була формально збройними силами КОНР (Комітету Визволення Народів Росії) під проводом генерала Власова. Де-юре вважалася німцями однією з союзних армій, хоча фактично була підпорядкована Вермахту. Складалася переважно з добровольців з числа радянських перебіжчиків, військовополонених та колишніх членів емігрантського Білого руху Росії. На початку 1945 р. вона нараховувала близько 200 000 чоловік. За весь період нарукавний знак РОА носили близько 800 000 вояків, хоча не всі вони визнавалися керівництвом РОА. Брала участь у незначних військових діях проти Червоної армії. У травні 1945 1-ша Дивізія РОА підтримала чеське антинімецьке повстання у Чехословаччині та визволила Прагу. Більшість вояків РОА здалися західним союзним військам, були інтерновані і переважно передані СРСР.

## Передісторія

### Передумови виникнення Власівської армії
На думку низки істориків, основними причинами виникнення антирадянських військових підрозділів та бажанням співпраці з німцями була незадоволеність значної частини населення радянською владою. Це невдоволення було викликано передусім відсутністю політичних свобод та прав, політикою колективізації, терору та репресій проти різних прошарків населення. До виникнення різних російських антирадянських націоналістичних рухів долучилися також протиріччя з часів Жовтневого перевороту, коли низка монархічних організацій і Білого руху вбачали в початку військових дій проти СРСР можливість реваншу за поразку в Громадянській війні.
Тільки на кінець 1941 р. через невдачі Червоної Армії на першому етапі війни, близько 3 мільйонів радянських військовослужбовців потрапили в полон, а усього за роки війни в німецькому полоні опинилося 5,24 мільйонів військовослужбовців. Серед них велику кількість складали перебіжчики — ті хто свідомо перейшов на бік німецької армії. В порівнянні з іншими країнами антигітлерівської коаліції кількість радянських перебіжчиків була надзвичайно високою, навіть на пізніших етапах війни: наприклад з узятих в полон в грудні 1944 — березні 1945 року 27,629 червоноармійців не менш як 1,710 були перебіжчиками, тоді як з 28,050 американських, англійських і французьких солдатів за цей період лише 5.
Така велика кількість полонених, а також бажаючих воювати проти Радянського Союзу була зумовлена також ставленням сталінської системи до військовополонених. Ідеологія сталінського режиму не передбачала і не пробачала червоноармійцям полону. За ідеологічними нормами кожний червоноармієць мусив надати перевагу «героїчній смерті», аніж потрапити в полон. З цієї причини Радянський Союз ще в 1929 р. відмовився ратифікувати Женевську конвенцію. А полонених ще з часів Радянсько-Фінської війни дорівнювали до зрадників і підлягали репресіям. Існують свідчення того, що Радянський Союз не тільки не підтримував власних громадян в полоні, але радянська авіація часто навіть бомбила табори військовополонених. Крім того, з уже звичною сталінською системою репресій, існувала певна кількість тих, хто хотів помститися Радянській владі за репресії, до того ж сам факт полону міг теж бути підставою для переслідування родичів полонених і це теж призводило до бажання помститися режимові. Все це призводило до того, що для значної кількості червоноармійців вже навчених досвіду радянського режиму повернення назад вже не було — збройна боротьба проти Сталіна вважалася кращою ніж невизначеність німецького полону.

### Російські загони в складі Вермахту
З самого початку війни в лавах німецької армії вже служило сотні тисяч радянських громадян. Переважна більшість з них т. зв. гіві (від нім. Hilfswillige) виконували допоміжні функції в німецьких частинах — працювали шоферами, конюхами, саперами тощо. В бойових частинах гіві займалися підвезенням боєприпасів, зв'язком, евакуацією поранених. Пізніше гіві переводилися в склад охоронних команд та антипартизанських загонів, отримували зброю і воювали разом з німецькими частинами. В німецькій авіації існували не тільки численний технічний та обслуговчий персонал з перебіжчиків, але й льотчики. Таким чином за станом на лютий 1945 р. загальна кількість радянських добровольців становила близько 600,000 осіб.
Гіві в складі регулярних німецьких частин існували окремі національні загони, в тому числі і росіян. Наприклад, дуже активно ставали на службу німецькій армії загони російських козаків. Вже в 1942 р. їх кількість нараховувала десятки тисяч. З відходом німецької армії в 1943 р. починається організація «Козачого Стану». З ініціативи колишніх білогвардійських офіцерів та козаків було організовано декілька козачих дивізій, які воювали на боці Німеччини проти партизан в Югославії.
В окремих регіонах з дозволу німецької армії були організовані окремі державні об'єднання, такі як Локотська республіка. Ця самопроголошена республіка з 8 районів Орловської та Курської області мала свої власні збройні сили (ополчення РОНА). Користуючись підтримкою місцевого населення РОНА ліквідувала всі радянські партизанські загони в регіоні і надавала допомогу регулярним частинам німецької армії в боротьбі з партизанами.
Дуже активну участь у військових діях на боці Німеччини брали колишні офіцери Білого руху, які опинилися на еміграції. Серед них велика кількість були т. зв. фольксдойче — російські німці, які дуже часто призначалися на керівні посади в російських національних з'єднаннях. Крім того, в деяких регіонах концентрація білогвардійської еміграції була настільки високою, що вони створювали окремі військові з'єднання також. Наприклад на теренах Югославії виник Російський охоронний корпус, метою якого була боротьба з комуністичним підпіллям в Югославії.
У 1942 р. першою спробою організаційного оформлення російськомовних частин на боці Третього Рейху було створення Російської національної народної армії (РННА), де керівні посади займали білоемігранти (очільник — Сергій Іванов, керівники — його брат Микола, Костянтин Кроміаді, Ігор Сахаров). Через те, що рядові службовці часто переходили на бік партизанів, німецьке командування втратило довіру до емігрантів і до кінця року фактично розформувало РННА через пряме підпорядкування її батальйонів німецьким частинам, а натомість вирішило створити формальну організацію за участю колишніх службовців Червоної армії. Фактично весь час існування РННА її керівництво відповідало за підготування диверсантів у радянському тилу, а також окремі антипартизанські акції невеликого масштабу (до того ж, Іванов кілька місяців був відсутній через хворобу).

### Ідеологічне підґрунтя РОА

Агітаційний плакат КОНР

З самого початку війни в лавах Вермахту служила велика кількість радянських і російських військовослужбовців, які здебільшого дотримувалися різних цілей і ідеологій — від монархізму деяких колишніх білогвардійців, незалежності козаків в межах обіцяної Казакії до простого неприйняття сталінського режиму і бажання помститися за кривди колективізації та репресії. Незважаючи на поради спеціалістів по Радянському Союзу і Росії, з початку війни Гітлер під впливом власних расових теорій відмовлявся активно залучати російські емігрантські кола та перебіжчиків до створення російських державних структур, альтернативних сталінським.
В 1942 р. з'явилася т. зв. Смоленська декларація підписана 27 грудня 1942 р. в Берліні, в якій Власов звертався до воїнів Червоної Армії вже від імені Російського Комітета, який начебто розташовувався в окупованому Смоленську. 13 січня 1943 р. Російський Комітет звертався до бійців, командирів Червоної Армії та до усього російського народу та інших народів СРСР з закликом встати на боротьбу з більшовизмом.
Влітку 1943 р. у Пскові під командуванням С. М. Іванова відбувся показовий парад так званої Гвардійської бригади РОА, яка складалася з тих, хто раніше служив в РННА. Фактично РОА на той час існувала лише на папері, колишні емігранти займали у РОА другорядні позиції, а чисельність Гвардійської бригади не перевищувала батальйону. Солдати бригади носили сіру форму «загальних СС», але з погонами та петлицями власного зразку і саморобними трикольоровими кокардами, а офіцери були вдягнені у парадну форму Червоної армії, також з погонами, петлицями та кокардами власного зразку.
Конкретні кроки по створенню РОА були здійснені тільки у 1944 році, коли хід війни почав складатися не на користь Німеччини. 16 вересня 1944 р. під час зустрічі Власова з Гіммлером був остаточно узгоджений намір приступити до активного створення окремої російської армії. Наміром Власова було створити до літа 1945 року принаймні 10 піхотних дивізій, один танковий полк, запасні бригади і полки, офіцерську школу, групи підтримки та авіацію.
Наступним кроком ідеологічного оформлення РОА став Празький маніфест від 14 листопада 1944 р. та створення Комітету Визволення Народів Росії, який очолив Власов. Цей комітет, в який окрім Власова входили інші видатні діячі білогвардійського емігрантського руху та радянські полонені воєначальники зробив політичну декларацію — ліквідацію сталінізму, відновлення усіх прав громадян, мир з Німеччиною та створення нової політичної системи. Таким чином КОНР позиціонував себе, як антибільшовицький національний рух і проголосив створення національних російських збройних сил для досягнення цієї мети.

## Склад РОА
Проголошення Празького маніфесту та призначення Власова отримало схвальну реакцію серед багатьох росіян, як тих, хто вже воював проти Сталіна в окремих російських загонах, так і серед російських емігрантських кіл і навіть серед чисельних громадян СРСР, які були вивезені на примусові роботи до Німеччини. За свідченням штабу РОА після проголошення маніфесту кількість добровільних заяв на вступ до армії перевищувала 2,5 — 3 тисячі в день. Безумовно на деяких полонених чинили тиск, але більшість добровольців записувалися в армію Власова з інших причин, не останньою з яких був російський патріотизм та прагнення визволити Росію від більшовизму. Прапором РОА був обраний російський прапор Петра І і члени РОА почали змінювати німецьку символіку на власне російську. При штабі багатьох з'єднань Вермахту, в таборах для військовополонених з'явилися представники КОНР, які проводили агітаційну роботу і активно записували добровольців до РОА. До кінця листопада 1944 р. кількість заяв на вступ до армії Власова сягнула 300 000.
На посаді головнокомандувача КОНР Власов почав створювати штаб РОА і призначив начальником штабу колишнього генерал-майора Радянської Армії Ф. І. Трухіна, а його заступником генерал-майора В. І. Боярського. Обидва були безумовно неординарними особистостями, талановитими полководцями з роками дійового досвіду в Радянській армії. До кінця лютого 1945 р. був сформований штаб, який мав у своєму складі оперативний, розвідувальний, топографічний, шифрувальний відділи. Був також відділ пропаганди та юридичний відділ. До штабу також включили представників духовенства з еміграції і з окупованих територій, які майже одноголосно підтримували власівський рух. Майже увесь вищий офіцерський корпус за невеликим виключенням складався з генералів, полковників та штабних офіцерів Радянської Армії з великим оперативним та тактичним досвідом. Різні роди військ представляли автобронетанковий, авіаційний та артилерійський відділи.

Офіцерська школа РОА

На чолі Військово-повітряних сил РОА став генерал-майор В. І. Мальцев. Поодинокі російські льотчики вже були в підрозділах Люфтваффе та Російській Національній Армії. В кінці літа 1942 р. з радянських пілотів, штурманів та бортових стрільців створили окреме льотне з'єднання. Це з'єднання розширили за рахунок інших добровольців і передали в ВПС РОА захоплені радянські літаки і почали перевчати льотчиків на використання німецької авіатехніки.
До складу РОА також включили власну офіцерську школу, яка мала піклуватися підготовкою молодших командирів, а також розвідувальну школу, де тренували розвідників та диверсантів, яких пізніше переправляли за лінію фронту. Основою армії мала стати Перша дивізія РОА (600 піхотна дивізія Вермахту) під керівництвом генерал-майора С. К. Буняченка. З трьох дивізій, які вдалося організувати до кінця війни, Перша дивізія РОА була найбільш укомплектованою та боєздатною. Її комплектування закінчилося на початку березня 1945 р. 17 січня 1945 р. почалося формування Другої дивізії РОА (650 піхотна дивізія), на чолі якої став полковник, а пізніше за наказом Власова генерал-майор Г. А. Звєрєв. Третю дивізію РОА (700 піхотна дивізія) очолив генерал-майор М. М. Шаповалов. За станом на 12 лютого ця дивізія вже мала 10 000 добровольців, але була недоукомплектована і фактично не брала участі у бойових діях.

## Структура РОА
- головнокомандувач РОА — генерал-лейтенант А. А. Власов
- Начальник штабу та заступник головнокомандувача — генерал-майор Ф. І. Трухін
- Заступник начальника штабу — генерал-майор В. І. Боярський
- Допоміжні війська — полковник Яропута
- Управління (штаб) козачих військ — генерал-лейтенант Г. В. Татаркін
- 1-ша дивізія РОА (600-піхотна дивізія Вермахту) — генерал-майор С. К. Буняченко
- 2-га дивізія РОА (650-піхотна дивізія Вермахту) — генерал-майор Г. А. Звєрєв
- 3-тя дивізія РОА (700-піхотна дивізія Вермахту) — генерал-майор М. М. Шаповалов
- Військово-повітряні сили — генерал-майор В. І. Мальцев
- Офіцерська школа РОА — генерал-майор М. А. Меандров
- Школа пропагандистів (Вульдхайм) — полковник Г. І. Антонов

## Участь у Празькому повстанні

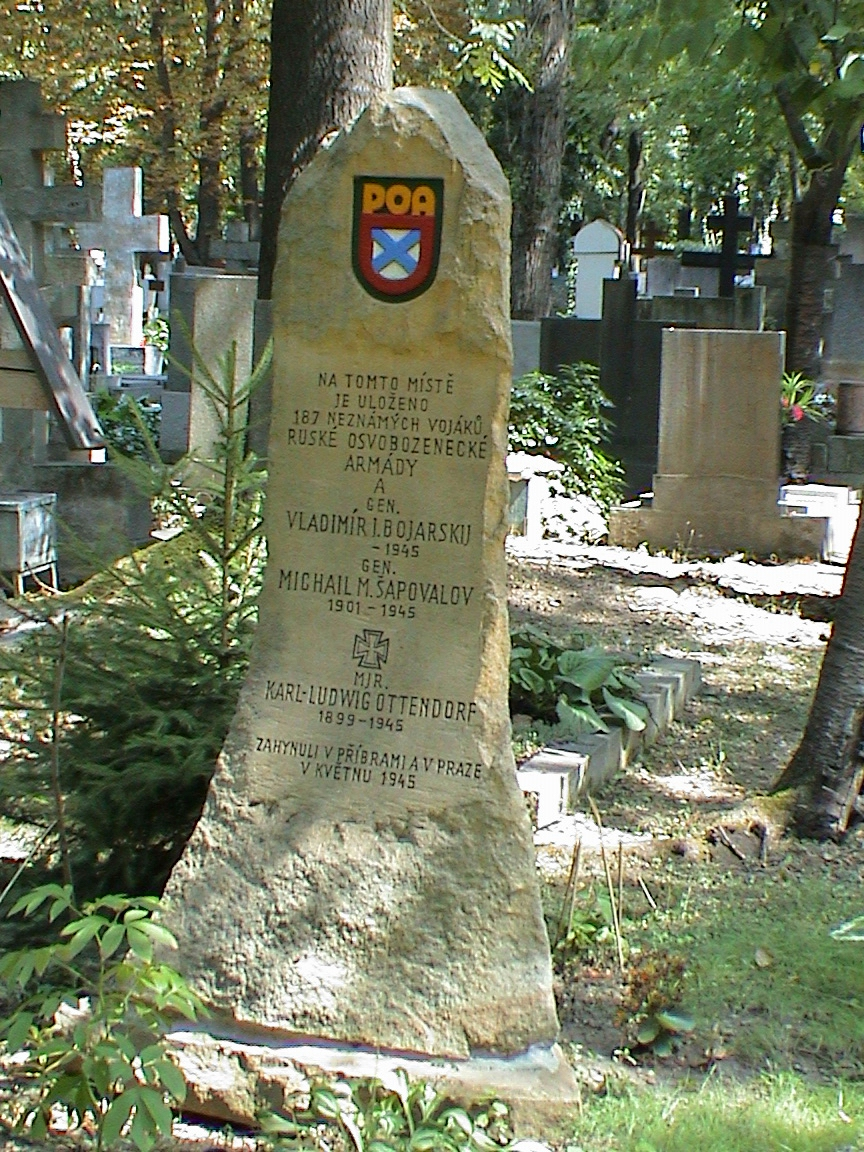
Пам'ятник на Ольшанському цвинтарі

### Пам'ятники в Празі
У 2000-х рр. на Ольшанському цвинтарі у Празі був встановлений меморіальний надгробок для солдатів РОА, які загинули під час Празького повстання. Пізніше, у 2019 р., за ініціативою празького громадського діяча Павла Жачека у празькому районі Ржепориє були встановлені пам'ятна дошка і пам'ятник солдатам РОА, які воювали на боці учасників Празького повстання.